# LUGI HF

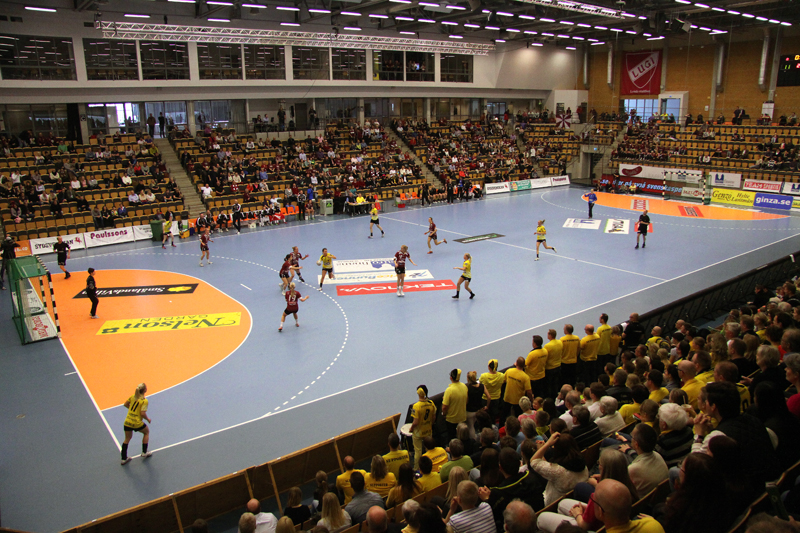
Färs & Frosta Sparbank Arena in Lund

Lugi Handboll (LUGI HF) ist ein schwedischer Handballverein in Lund.
Die Handballsektion des Sportvereins LUGI (Lunds Universitets Gymnastik och Idrottsförening) wurde 1941 gegründet und betreibt Herren- und Frauen-Mannschaften. Die erste Herren-Mannschaft spielte wischen 1971 und 2024, bis auf eine Spielzeit, in der Handbollsligan, die erste Frauen-Mannschaft ab 2006 in der Handbollsligan Dam, der jeweils höchsten Spielklasse Schwedens. Im Jahr 2024 stiegen beiden Mannschaften ab.
Heimspielstätte ist die 3000 Zuschauer fassende Sparbanken Skåne Arena.

## Erfolge
- Meister 1980 (Männer), 1995 (Frauen)
- Halbfinale im Europacup 1980/1981
- Halbfinale im Europapokal der Pokalsieger 1984/1985
- Halbfinale IHF-Pokal 1985/1986

## Spieler (Auswahl)
Zu den bekannten Spielern gehörten Dalibor Doder, Eric Gull, Kim Ekdahl Du Rietz und Simon Jeppsson.